# 孙立群 (历史学家)
孙立群（1950年4月15日—2020年2月10日），天津人，中国古代史学家，南开大学历史学院教授、博士生导师，中央电视台《百家讲坛》栏目主讲人，学术专攻秦汉史和魏晋南北朝史。

## 生平
1950年4月15日，孙立群出生在天津市。
1975年，孙立群毕业于南开大学历史系，后留校任教。2015年9月1日，正式退休。主要从事中国古代史、秦汉魏晋南北朝史的教学和科研工作。
2006年起，先后在中央电视台“百家讲坛”栏目主讲《吕不韦》、《李斯》、《范蠡》、《我读经典之解析＜韩非子＞》、《千古中医故事之扁鹊》、《从司马到司马》等系列讲座。
2020年2月10日，孙立群因病逝世。

## 著作

### 专著
- . 北京市: 商务印书馆. 2014年. ISBN 9787100095204 （中文（简体））.
- . 北京市: 中华书局. 2011年. ISBN 9787101081701 （中文（简体））.
- . 北京市: 中华书局. 2007年. ISBN 9787101056228 （中文（简体））.

### 合著
- 李治安; 孙立群. . 上海市: 上海人民出版社. 1998年. ISBN 9787208022775 （中文（简体））.